# Alexandru Maxim
Alexandru "Alex" Iulian Maxim (født 8. juli 1990) er en rumænsk fodboldspiller, der spiller for den tyske klub Mainz 05 som midtbanespiller.
Maxim har (pr. april 2018) spillet 29 kampe og scoret tre mål for Rumæniens landshold.